# Jorge Miguel Machado Almeida
Jorge Miguel Machado Almeida, hay Jorge Miguel (sinh ngày 22 tháng 9 năm 1990) là một cầu thủ bóng đá người Bồ Đào Nha thi đấu cho F.C. Famalicão ở vị trí hậu vệ.

## Sự nghiệp bóng đá
Vào ngày 16 tháng 9 năm 2015, Almeida có màn ra mắt cho Famalicão trong trận đấu tại Giải bóng đá hạng nhất quốc gia Bồ Đào Nha 2015–16 trước Oliveirense.